# Emma Wilhelmsson
Emma Wilhelmsson, född 31 maj 1986, är en svensk fotbollsspelare, mittfältare. Wilhelmsson spelar fotboll i Jitex BK sedan 2013 och i det svenska landslaget.

## Klubbar
- Jitex BK, (2013-)
- LdB FC Malmö, (2007-2012)
- Malmö FF, (2006)
- Östers IF, (2003-2005)
- Växjö FF, (-2002, moderklubb)[5]

## Meriter
- 21 st U23-landskamper, 1 mål[6]
- 25 st U21-landskamper, 1 mål
- 19 st F19-landskamper, 10 mål
- 8 st F17-landskamper

Källa (2012-03-19): http://www.efd.nu/default.asp?page=99&forening=ldb